# Espurio Papirio Craso
Espurio Papirio Craso (en latín Spurius Papirius Crassus) tribuno consular en el año 382 a. C.. Él y Lucio Papirio Craso, uno de sus colegas, dirigieron un ejército contra Vélitras, y lucharon con éxito contra esa ciudad y sus aliados, los prenestinos.